# Odd Future Records
Odd Future Records was een Amerikaans platenlabel, opgericht in 2011 door rapper en producer Tyler, the Creator, en opereerde als onderdeel van Sony Music Entertainment. Het label diende als platform voor de release van materiaal van het Odd Future-collectief en andere gelieerde acts. Desondanks tekenden de leden Earl Sweatshirt en Frank Ocean niet. Hardcore punkband Trash Talk tekende in 2012.
- MusicBrainz: 52833048-43ea-4c09-92e0-83323efa5cfe